# Phare du môle San Vincenzo
Le phare du môle San Vincenzo (en italien : Faro di Molo San Vincenzo) est un phare actif situé sur le brise-lames ouest à l'entrée du port de Naples (Ville métropolitaine de Naples), dans la région de Campanie en Italie. Il est géré par la Marina Militare de Naples.

## Histoire
Le premier phare fut construit en 1487 sous le règne de Ferdinand Ier de Naples sur le plan de Luca Bengiamo et s'appelait Torre San Vincenzo. Cependant, le phare fut endommagé en 1495 lors des affrontements entre Aragonais et Français et reconstruit sous Frédéric Ier de Naples. En 1624, la lanterne fut détruite par un incendie et la reconstruction, attribuée à l'architecte Pietro de Marino, fut achevée en 1626. En 1843, un phare de 43 m de haut fut construit sur le Molo Beverello et en 1933 il fut détruit pour agrandir le port.
Le phare actuel a été mis en service en 1916 sur le môle San Vincenzo. La tour se caractérise par trois fenêtres encadrées de blanc. Il est entièrement automatisé et alimenté par le réseau électrique.
Une statue de San Gennaro se trouve proche du phare dont le socle émet deux feux rouges continues visibles jusqu'à 3 milles nautiques (environ 5,5 km)
Identifiant : EF-2442 - Amirauté : E1650 - NGA : 9476.

## Description
Le phare  est une tour cylindrique en maçonnerie de 24 m de haut, avec galerie et lanterne, montée sur un socle carré en pierre. La tour est rouge et le dôme de la lanterne blanche est gris métallique. Il émet, à une hauteur focale de 25 m, trois brefs éclats blancs de 0,2 seconde sur une période de 15 secondes. Sa portée est de 22 milles nautiques (environ 41 km) pour le feu principal et 10 milles nautiques (environ 19 km) pour le feu de veille.
Identifiant : ARLHS : ITA-103 ; EF-2424 - Amirauté : E1646 - NGA : 9475.

## Caractéristiques dufeu maritime
Fréquence : 15 secondes (W-W-W)
- Lumière : 0,2 seconde
- Obscurité : 2,3 secondes
- Lumière : 0,2 seconde
- Obscurité : 2,3 secondes
- Lumière : 0,2 seconde
- Obscurité : 9,8 secondes

|                |
| Baie de Naples |

|                |
| Port de Naples |

|          |
| Le phare |

|                                           |
| Phare du 1626 (Antoine-Laurent Castellan) |

### Lien connexe
- Liste des phares de l'Italie